# Caso Festina

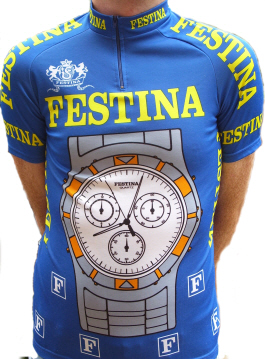
Maillot del equipo Festina.

El Caso Festina fue una operación contra el dopaje en el ciclismo de élite realizada en 1998 en Francia. Este proceso permitió desarticular una gran red de dopaje internacional en el ciclismo liderada por el director, médico y masajista del equipo Festina Bruno Roussel, Eric Rijkaert y Willy Voet, respectivamente. Dicha red disponía de diversos productos ilícitos para mejorar el rendimiento de los deportistas: EPO (entonces indetectable), hormona de crecimiento y testosterona.

## Investigación de la gendarmería

### Origen de la investigación
La investigación surgió en vísperas del inicio del Tour de Francia 1998 en la que, tras un posible "chivatazo", el control de aduanas entre Bélgica y Francia de Neuville-en-Ferrain interceptó al masajista del equipo Festina, Willy Voet, que se dirigía a la salida del Tour de ese año en Dublín, con doscientas ampollas de EPO, casi cien de hormonas de crecimiento y docenas de cajas de testosterona.

### Registros y detenciones

#### Registros
Además del Festina, prácticamente la totalidad de equipos fueron registrados durante ese Tour, llegándose a estar investigados por dopaje los equipos TVM, ONCE, BigMat-Auber 93, Casino y Lotto.

#### Detenciones
Las detenciones no solo se produjeron por tenencia de productos ilícitos sino por "importación de medicinas sin autorización", ya que los productos no se habían comprado en Francia, que fue el motivo principal para detener a los implicados y descubrirse que entre esos productos había también medicamentos dopantes. Incluso llegó a estar detenido de forma preventiva Hein Verbruggen, entonces presidente de la Unión Ciclista Internacional, cuando acudió a declarar como testigo, por supuesto cómplice de la trama.

##### Festina
- Bruno Roussel: director
- Miguel Moreno: director
- Michel Gros: director

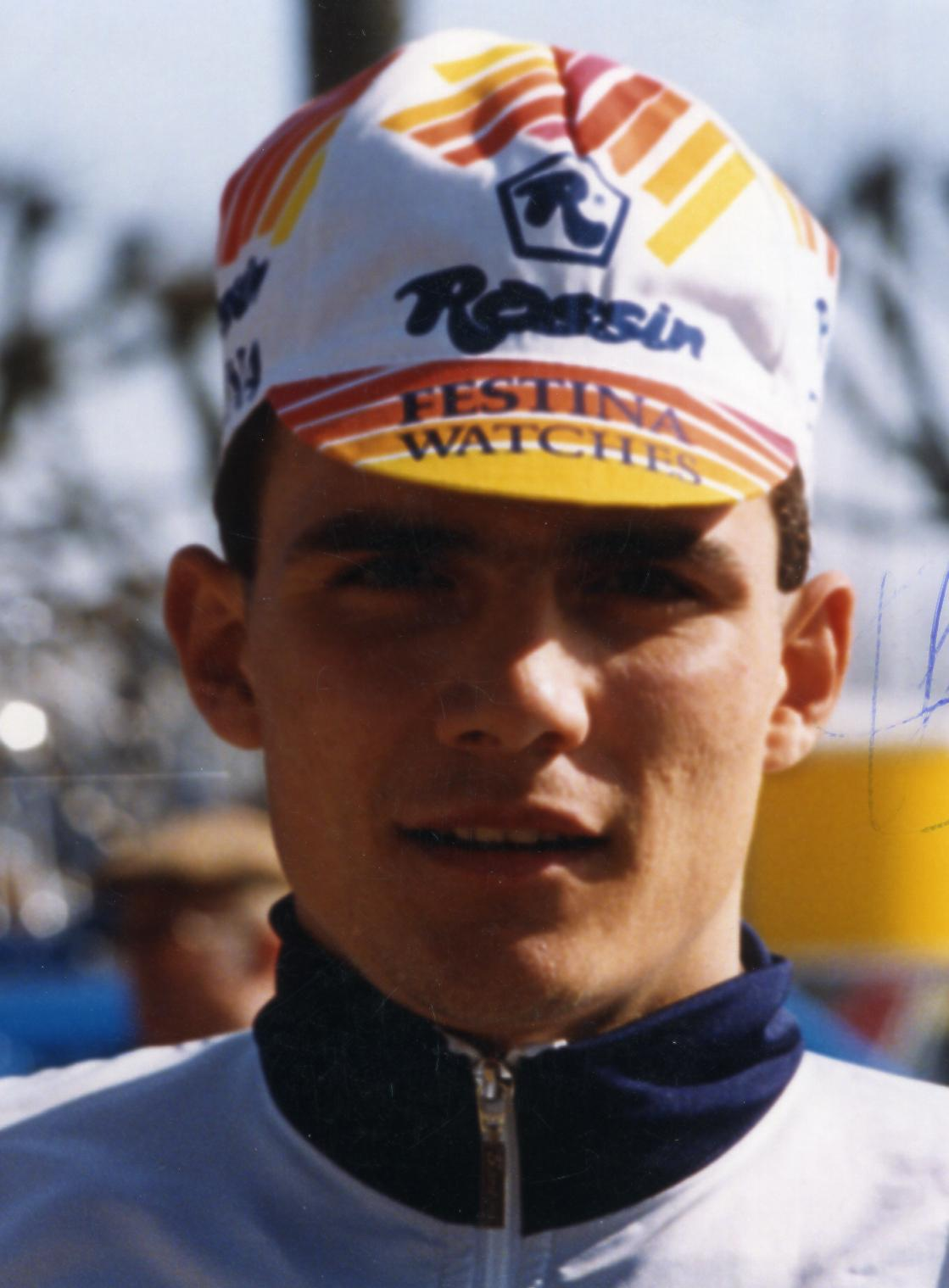
Richard Virenque.

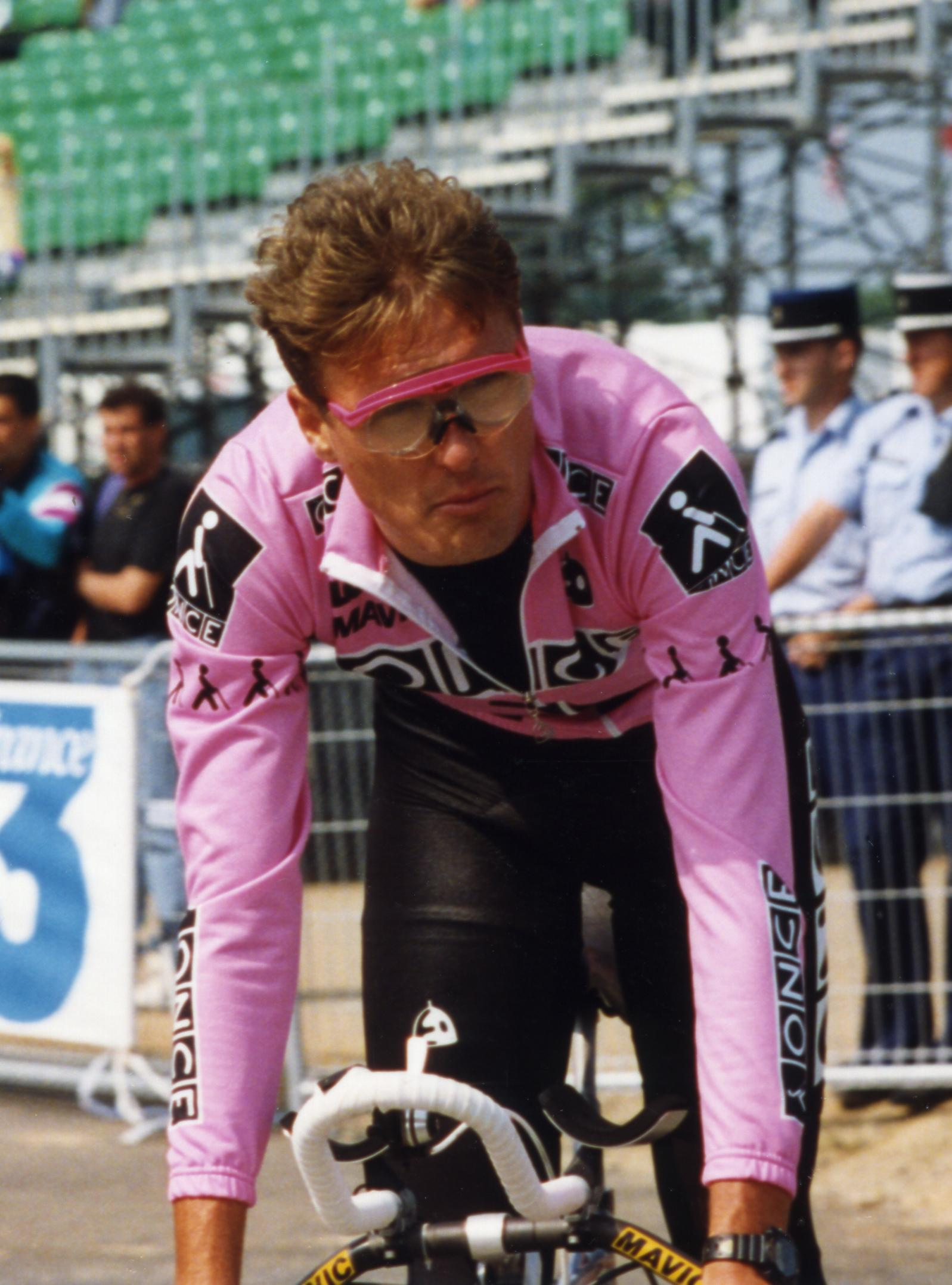
Alex Zülle.

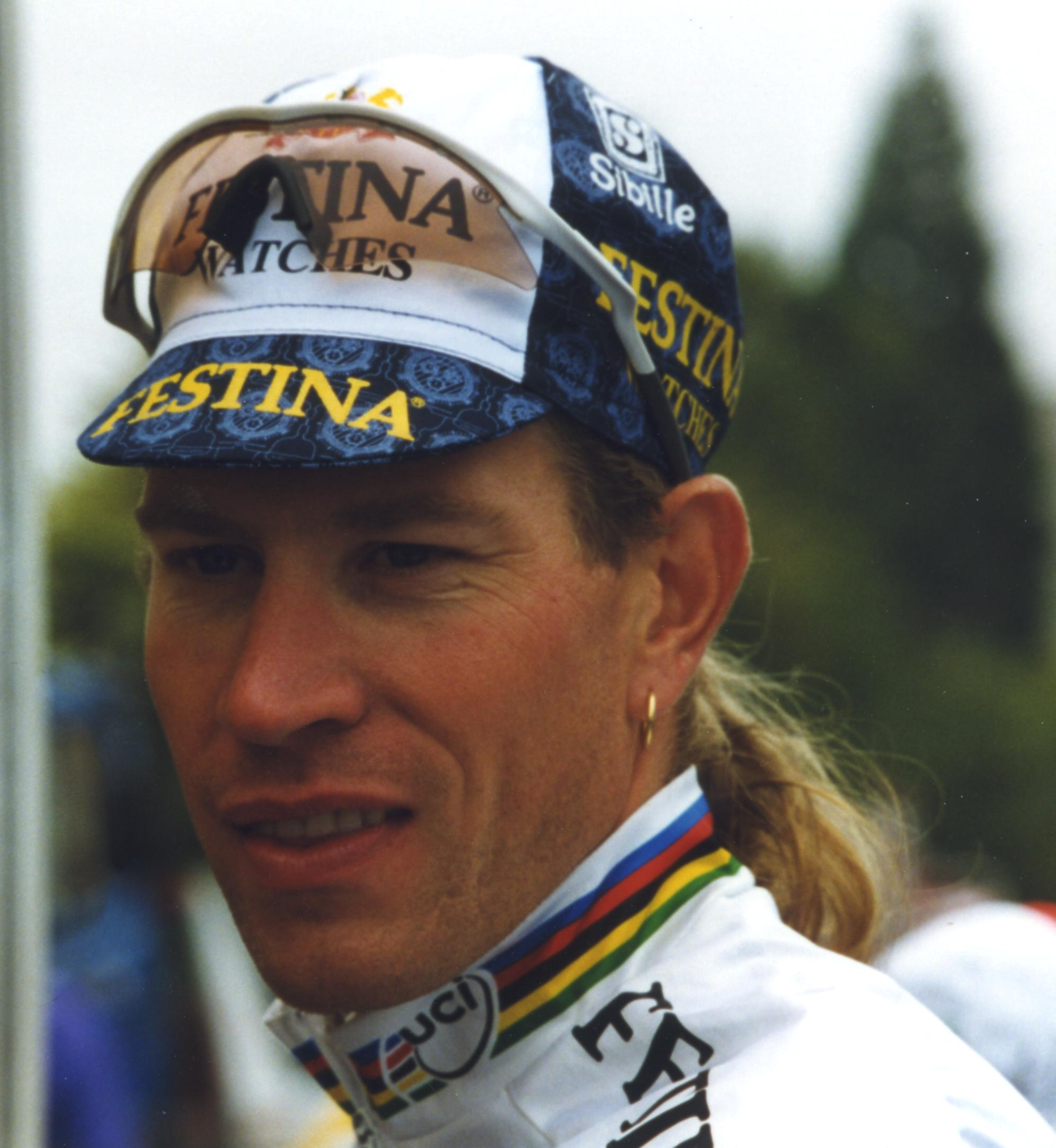
Laurent Brochard.

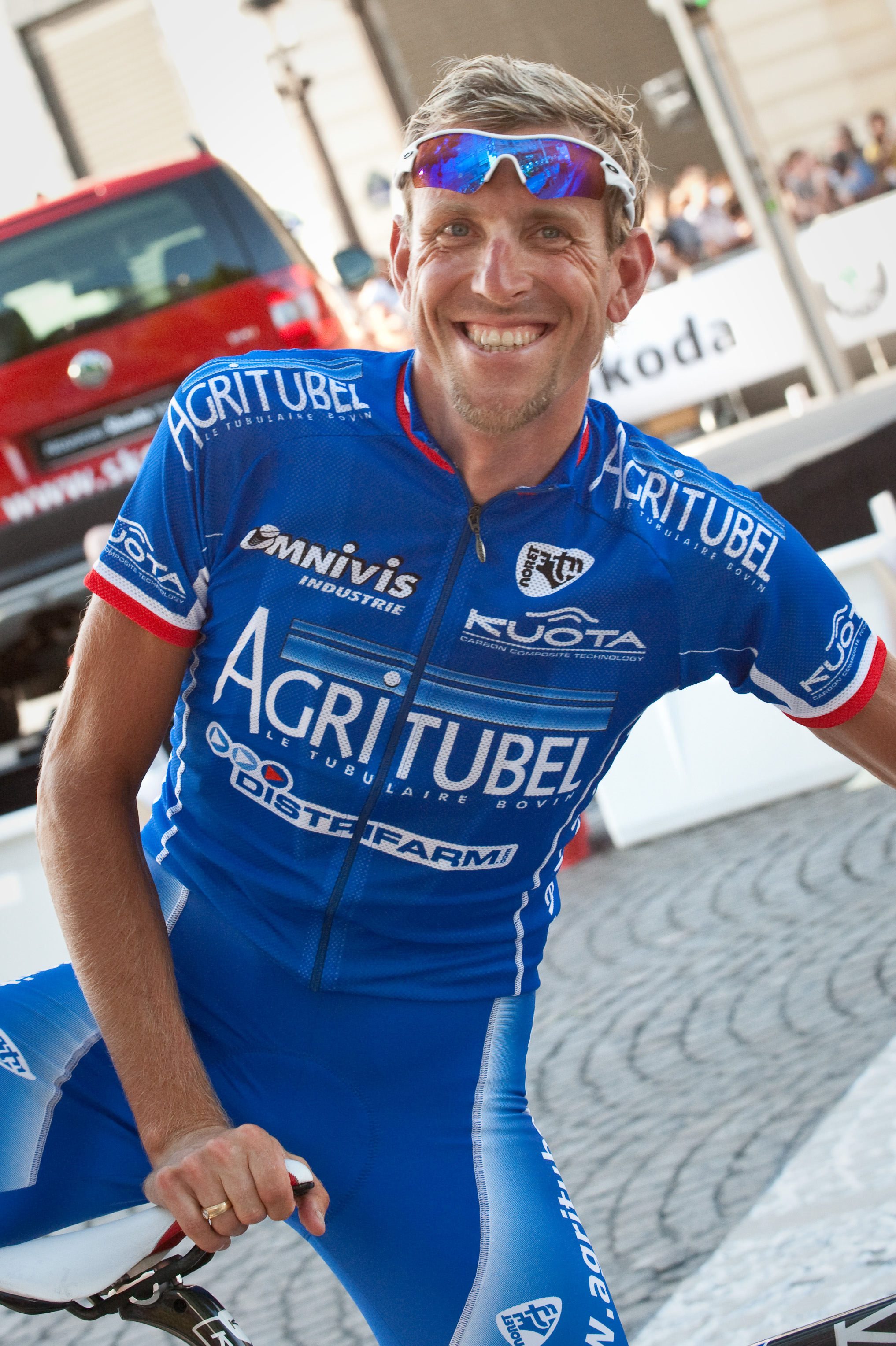
Christophe Moreau.

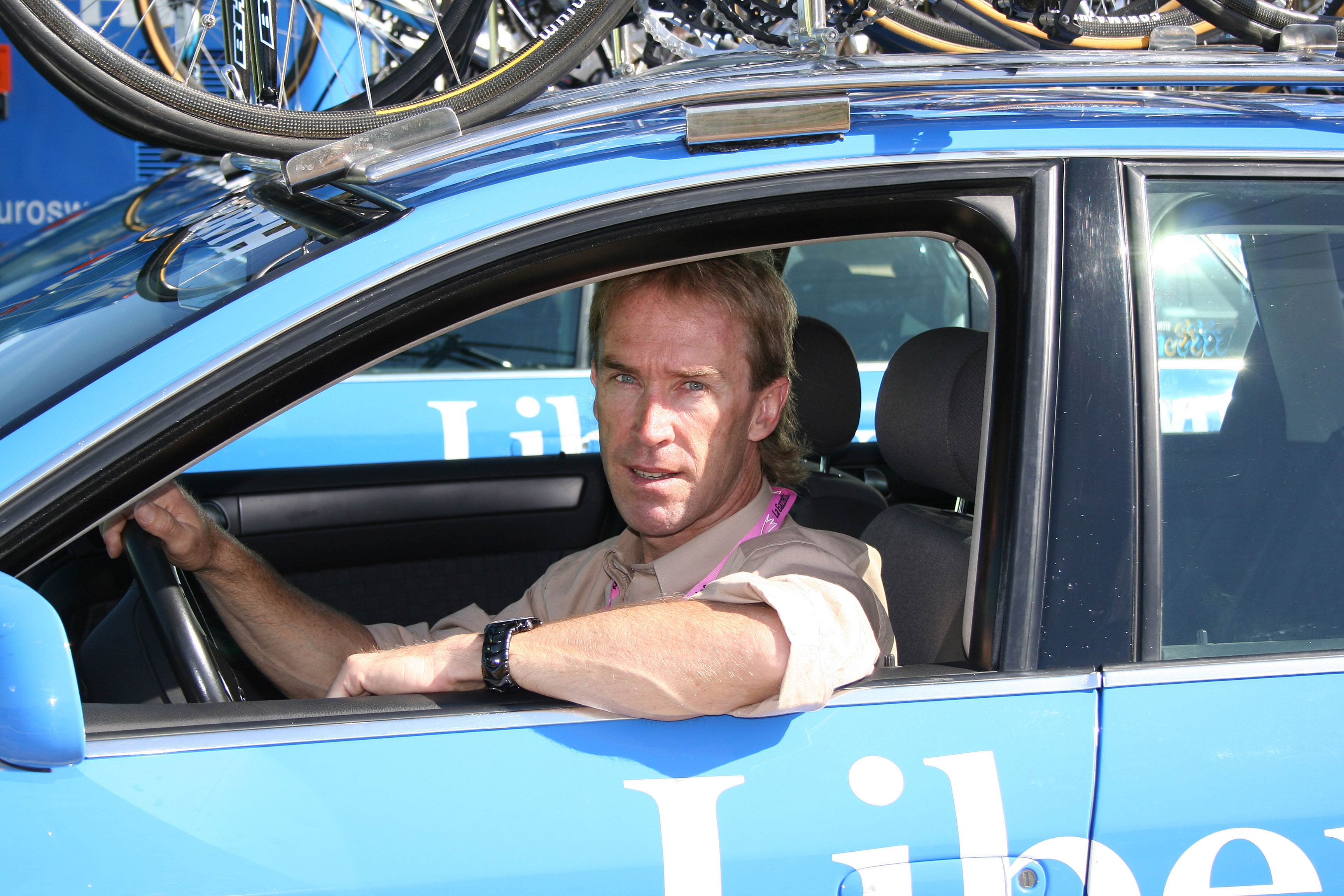
Neil Stephens.

- Joel Chabiron: director de logística
- Eric Rijkaert: médico
- Willy Voet: masajista
- Richard Virenque: ciclista
- Alex Zülle: ciclista
- Laurent Brochard: ciclista
- Pascal Hervé: ciclista
- Christophe Moreau: ciclista
- Didier Rous: ciclista
- Laurent Dufaux: ciclista
- Armin Meier: ciclista
- Neil Stephens: ciclista

##### Otros
- Nicolás Terrados (ONCE): médico
- Rodolfo Massi (Casino): ciclista
- Vincent Lavenu (Casino): director
- Cees Priem (TVM): director
- Andrei Mihailov (TVM): director
- Jaan Moors (TVM): masajista
- Marc Madiot (Française dex Jeux): director
- Jeff d'Hont (Française dex Jeux): preparador físico
- Hein Verbruggen: presidente de la Unión Ciclista Internacional

#### Citados a declarar
Además de los detenidos, también hubo ciclistas que solamente fueron llamados a declarar:
- Jeroen Blijlevens (TVM)
- Steven de Jongh (TVM)
- Bart Voskamp (TVM)
- Servais Knaven (TVM)
- Serguei Outschakov (TVM)
- Serguei Ivanov (TVM)
- Thomas Davy (Française dex Jeux)

### Exclusiones y plante de corredores
El 17 de julio la organización decidió expulsar a los corredores del equipo Festina. Posteriormente, tras los registros y detenciones que durante el Tour extendieron a prácticamente todos los equipos, todos los equipos españoles: ONCE-Deutsche Bank, Banesto, Kelme y Vitalicio Seguros; y los italianos: Riso Scotti y Saeco decidieron abandonar la carrera por solidaridad con los equipos registrados y por el mal trato recibido por los gendarmes hacia el equipo TVM. Dicha retirada se produjo después de que los corredores se plantasen en plena 17.ª etapa (en la etapa 12.ª también hubo otro parón pero fue testimonial) y tras no llegar a un acuerdo prosiguiesen la etapa pero con los corredores a favor del plante con los dorsales quitados en señal de protesta, dejando pasar primeros por meta a los 5 integrantes del TVM que seguían en carrera; curiosamente el portavoz de los ciclistas fue Bjarne Riis que posteriormente admitió que se dopó.
Pocos días antes de finalizar la ronda francesa y tras la detención y expulsión de Rodolfo Massi (Casino) por posesión de corticoides también decidieron abandonar los cinco corredores que quedaban del TVM, aprovechando que el Tour pasaba por Suiza pudiéndose librar del acoso de los gendarmes. Acabando la carrera solo 96 corredores de los 189 que la iniciaron.
El director de la ONCE, Manolo Saiz, quien promovió los abandonos, días después de abandonar el Tour declaró:
"Le hemos metido el dedito por el culo al Tour de Francia y nos está mirando las manos a ver quién ha sido."

## Consecuencias
Esta operación antidopaje produjo que se invirtiese más en la detección de productos dopantes en el ciclismo y en todo el deporte en general, haciendo más controles y aumentado la efectividad de estos con unas sanciones más duras.
Por su parte el equipo ONCE renunció a participar en carreras francesas durante el año 1998.
A partir de esta fecha la Vuelta a España se mostró reticente a entrar en territorio francés, modificando las etapas que entraban en ese país en la edición de 1998 por miedo a posibles registros por la normativa francesa de cuándo se está en su país solo se podía consumir fármacos comprados en Francia, norma que se utilizó como motivo para los registros que se hicieron en el Tour de 1998.
A consecuencia de este escándalo en 1999 se fundó la Agencia Mundial Antidopaje.